# Negros
Negros est l'une des îles du groupe des Visayas dans l'archipel des Philippines. Située en mer des Philippines, elle est plus précisément localisée en mer de Visayan, une mer intérieure de l'archipel. Ses côtes occidentales baignent la mer de Sulu.

## Toponymie
L'île s'appelait Buglas avant la colonisation espagnole. Puis, les premiers colons l'appelleront Negros (Noirs en espagnol), en référence à la couleur de peau des autochtones aborigènes qui peuplaient l'île.

## Géographie
Située entre Cebu à l'est et Panay au nord-ouest, c'est la quatrième du pays par sa superficie. Elle compte environ 4,2 millions d'habitants
L'île est divisée entre deux provinces, Negros Oriental et Negros Occidental. Bacolod, la principale ville, compte près de 500 000 habitants.

## Histoire
Autrefois l'ile s'appelait « Buglas ».
L'ile compte de riches propriétaires terriens, parmi les plus riches du pays, ainsi que certains des ouvriers agricoles les plus pauvres. Les exactions policières y seraient fréquentes. La police abat 14 paysans en mars 2019 dans le centre du pays, qu'elle présente comme des membres ou des sympathisants de la rébellion communiste. Pourtant, selon des associations, il s'agissait de civils apparemment engagés dans des luttes sociales.

## Énergie
L'île accueille depuis 2016 une centrale photovoltaïque qui à sa date de livraison est la plus grande pour toute l'Asie du Sud-Est (425 000 panneaux photovoltaïques sur environ 170 hectares. Construite par Bouygues Construction en coentreprise (« Helios Solar Energy Corporation ») avec un développeur philippin (Gregorio Araneta Inc.) et la filiale solaire du groupe asiatique d'EnR Equis Pte Ltd. (Soleq). Le chantier qui a démarré en mai 2015 s'est conclu en mars 2016. Il permet la production de 132 MWc d'électricité (soit 190.000 MWh, c'est-à-dire de quoi répondre aux besoins de 170.000 foyers philippins.